# Dickbuch
Dickbuch är en ort i kommunen Elgg i kantonen Zürich i Schweiz. Den ligger cirka 7,5 kilometer öster om Winterthur. Orten har cirka 190 invånare (2023).
Före den 1 januari 2018 tillhörde Dickbuch kommunen Hofstetten.